# Shire Raghe
Erik Shire Raghe Afrah, född 28 mars 1982 i Stockholm, Sverige, är en svensk programledare, VJ och TV-producent.
Raghe, som är halvsomalisk och halvsvensk, växte upp i Tensta.[källa behövs] Han intresserade sig för musik redan som ung och fick en plats i Adolf Fredriks Musikklasser. För sina skolprestationer erhöll han vid sjutton års ålder ett stipendium som bekostade två års studier vid The United World College of the Adriatic där han fungerade som internatets svenska ambassadör.[källa behövs] I början av 2000-talet studerade han marknadskommunikation på Berghs School of Communication.
Raghe började 2005 vid MTV Sverige, direkt efter uppdelningen av MTV Nordic i nationella kanaler. På MTV var han verksam som programledare och VJ, och syntes framför allt i MTV News. Han stannade till 2009 på MTV. Under sommaren 2009 var han programledare för webbsändningarna från Allsång på Skansen på SVT. 2012 producerade han programmet Fashion på SVT.